# Kuhmeise (ród)
Von Kuhmeise - ród osiadły w Nowej Marchii przed 1402 r., posiadający dobra w Barnówku (XV w.), Dysznie (1486), Ostrowcu (1486).